# バラ・ビチクチ
バラ・ビチクチ（モンゴル語: Bala、? - 1248年）は、モンゴル帝国に仕えたウイグル人官僚の一人。第3代皇帝グユクの側近として知られる。
『元史』などの漢文史料では八剌(bālà)、『集史』などのペルシア語史料ではبلا(balā)と記される。

## 概要
バラの出自は全く不明であるが、カルピニの旅行記にはチンカイとともに筆頭書記官(protonotarii)であったと記されており、グユク政権の書記長官（ウルグ・ビチクチ）を務めていたようである。
しかし、グユクが即位から僅か2年後の1248年に急死すると、モンゴル帝国では次の帝位を巡ってオゴデイ家とトルイ家の間で対立が起こった。この時、オゴデイ家はグユクの皇后オグルガイミシュを中心としてグユクの甥に当たるシレムンを次期皇帝として推していたが、オゴデイ家派の中心人物として活動した一人がバラ・ビチクチであった。オグルガイミシュは天山ウイグル王国を味方につけるためにバラ・ビチクチをウイグル王サランディ・テギンの下に派遣し、バラ・ビチクチは天山ウイグル領内のムスリムを皆殺しにしてその財産を没収することを認め、その見返りとして没収した財産を軍費に充てて5万の軍隊を招集し「いざというときに援助する（シレムン擁立に協力する）」ことを提案したという。
また、1248年に次期皇帝を決めるクリルタイが開かれるとオグルガイミシュの代弁者としてバラ・ビチクチもこれに参加した。バラ・ビチクチは「昔オゴデイ・カアンが皇孫のシレムンを後継者としていたことは、諸王・百官みなが聴いている。今シレムンがこの場にいるのに、他の者を後継者としようと議するのは何のためか」と訴えたが、トルイ家側は「オゴデイ・カアンの言葉に誰が違おうか。しかし先に議してグユク・カンを立てたのはドレゲネ皇后らであって、これこそオゴデイ・カアンの命（シレムンの擁立）に背いたことに他ならない。今や誰がモンケの擁立を咎められるというのか」と反論し、これにバラ・ビチクチは答えられず、大勢はモンケ擁立に決した。
こうして最終的にモンケが第4代皇帝として即位すると、モンケは即位直後にクーデターを図ったとの罪状によってカダク・チンカイら旧グユク政権の高官たちを処刑し、この時バラも処刑された。